# 청도 운문사 석조사천왕상
청도 운문사 석조사천왕상(淸道 雲門寺 石造四天王像)은 대한민국 경상북도 청도군, 운문사 사찰에 있는 신라의 석조 유물이다. 1963년 1월 21일 대한민국의 보물 제318호로 지정되었다.

## 개요
사천왕석주는 운문사 작압전(鵲鴨殿)안에 모셔진 석조여래좌상(보물 제317호)의 좌우에 각각 2기씩 모두 4개가 돌기둥처럼 배치되어 있다. 원래의 위치는 아니고, 이곳에 세워진 벽돌탑의 1층 탑신 몸돌 4면에 모셔져 있던 것으로 보인다. 모두 갑옷을 입고 무기를 들고 있으며, 머리 뒷쪽으로 둥근 광채를 띤 채 악귀를 발로 밟고 있다.
사천왕은 부처를 모시는 단의 사방을 지키기 위해 두는 방위신(方位神)의 성격을 띠는데, 동쪽이 지국천왕(持國天王), 서쪽이 광목천왕(廣目天王), 남쪽이 증장천왕(增長天王), 북쪽이 다문천왕(多聞天王)이다.
이 4개의 사천왕상 돌기둥은 신체가 큰 반면, 돋을새김을 뚜렷하게 하지 않아 양감이 잘 드러나지 않는다. 또한 체구도 약해보이고 얼굴 생김새도 부드러운 것으로 보아 시대가 내려가는 작품이라고 할 수 있다. 880년에 만들어진 보조선사탑(普照禪師塔) 사천왕상이나 철감선사탑(澈鑑禪師塔) 사천왕상과 비슷하지만, 보다 크고 띠주름도 굵어지는 등 형식화된 면이 있어서 8세기 석굴암의 사천왕상과 비교하여 시대적인 차이를 느낄 수 있다.
신라 후기 또는 후삼국시대인 900년경을 전후해 만들어진 작품으로 짐작된다.

## 갤러리

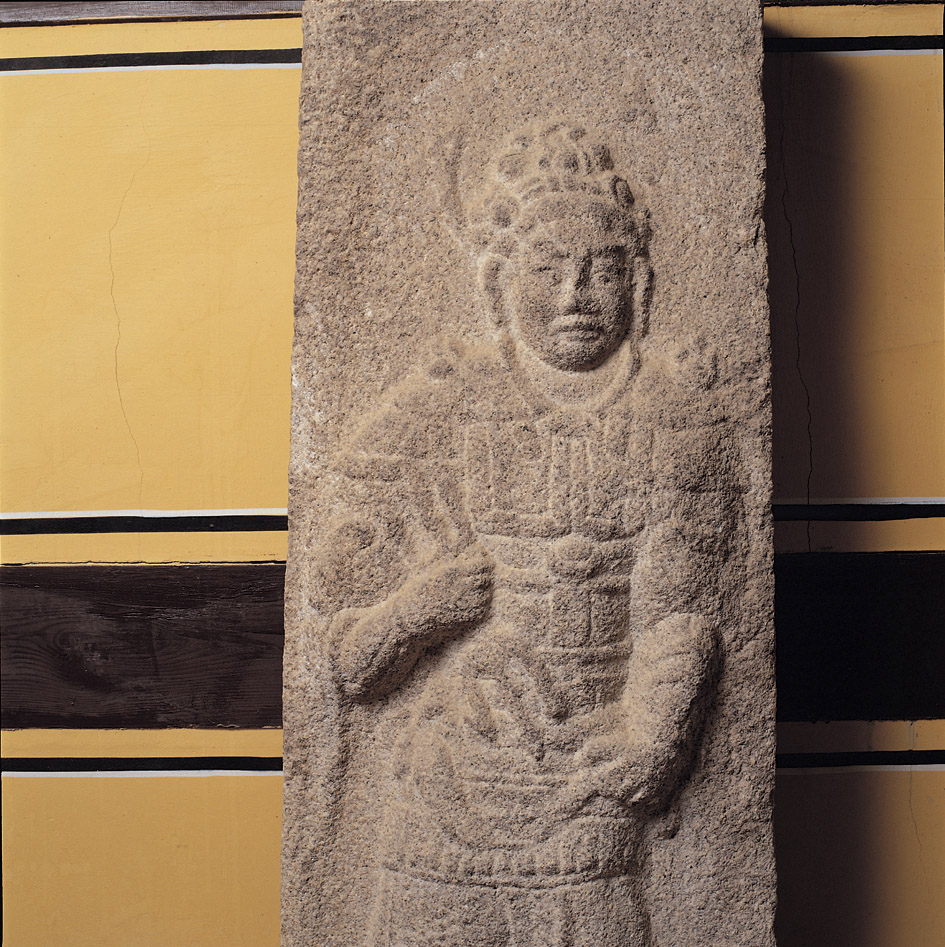
남방 증장천왕상 상반신
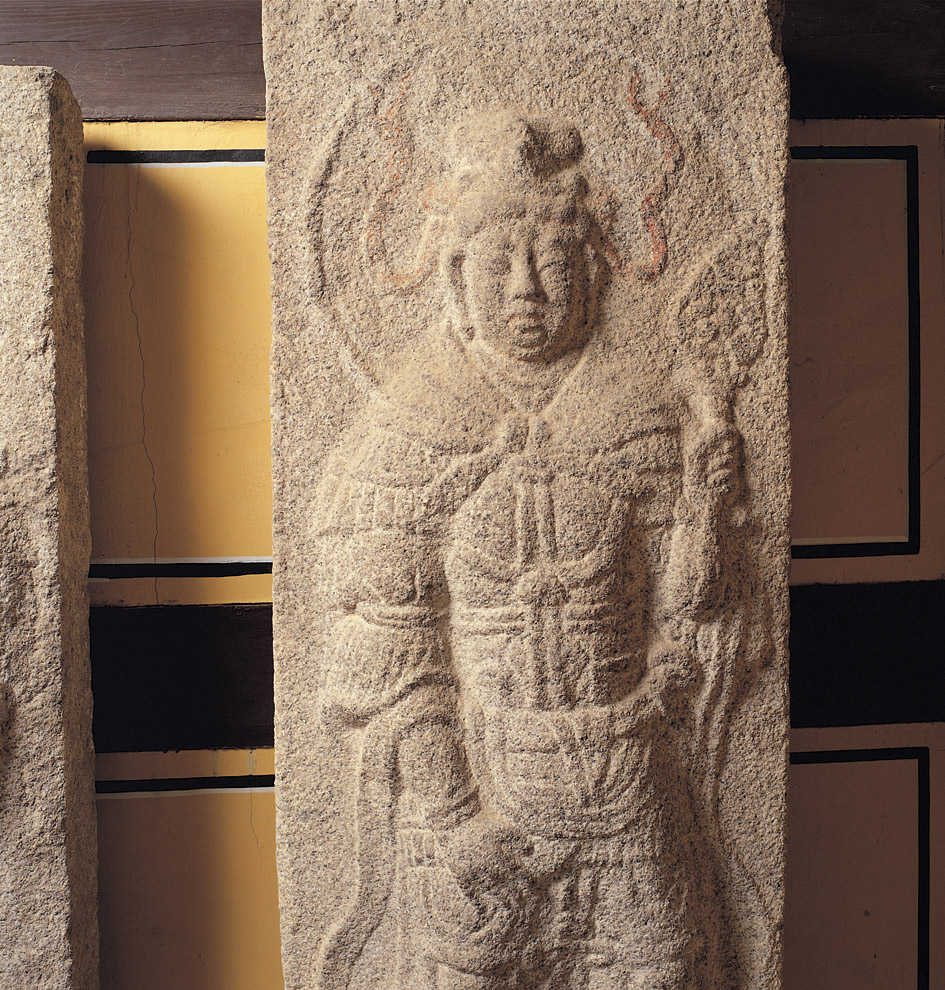
서방 광목천왕상 상반신
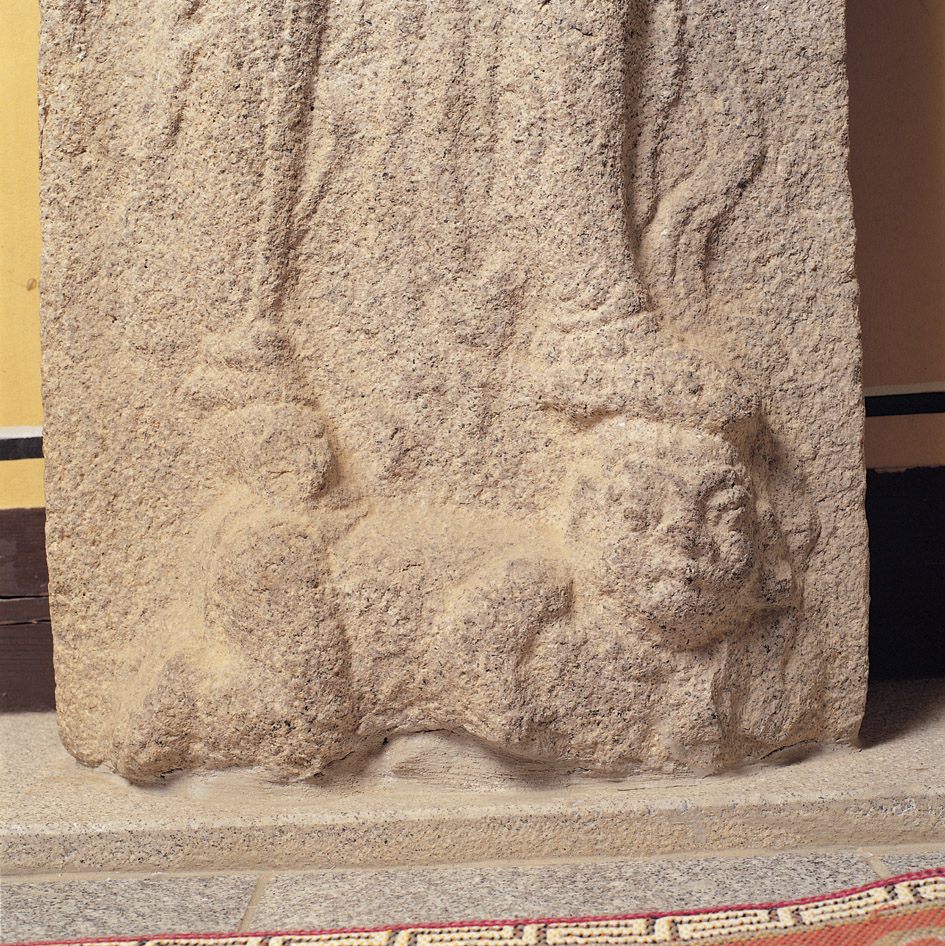
남방 증장천왕상이 밟고 있는 악귀
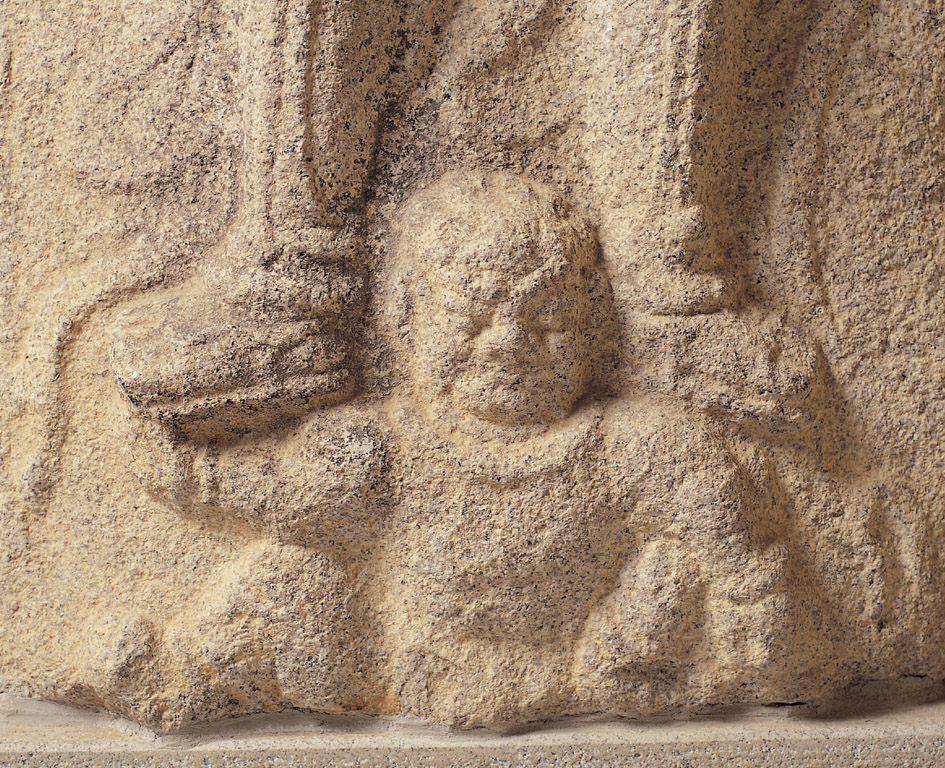
서방 광목천왕상 발 밑의 악귀
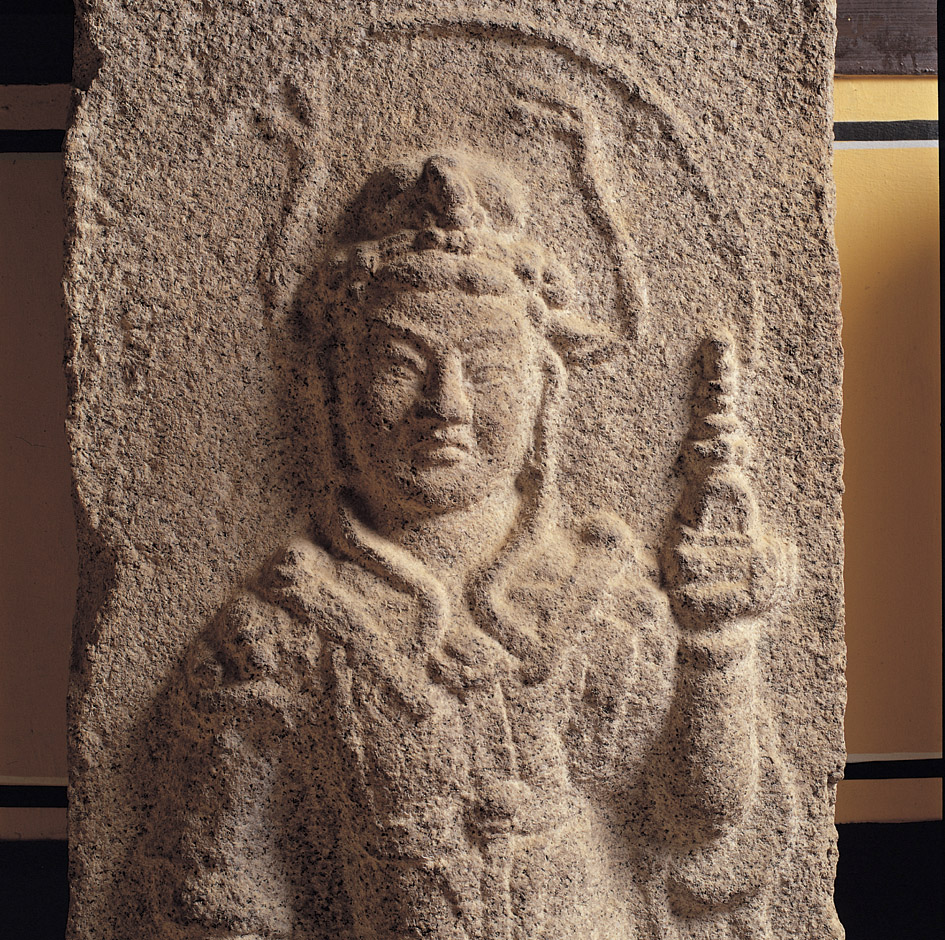
북방 다문천왕 상반신
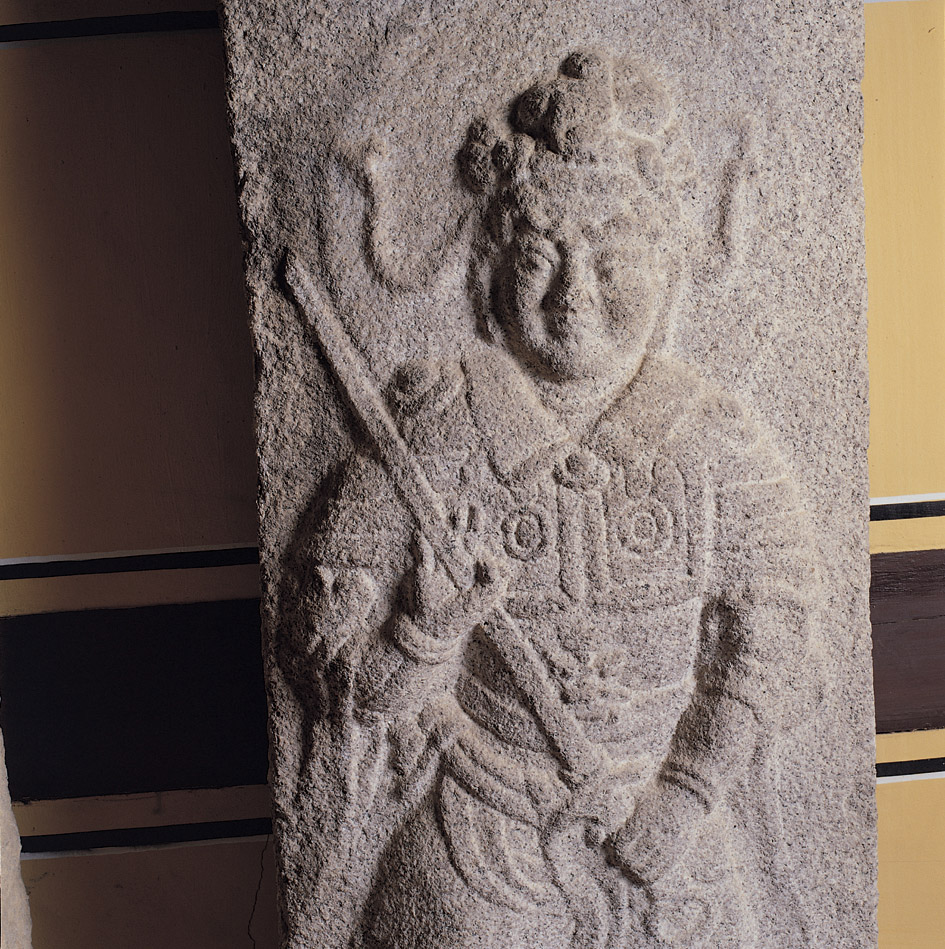
동방 지국천왕 상반신
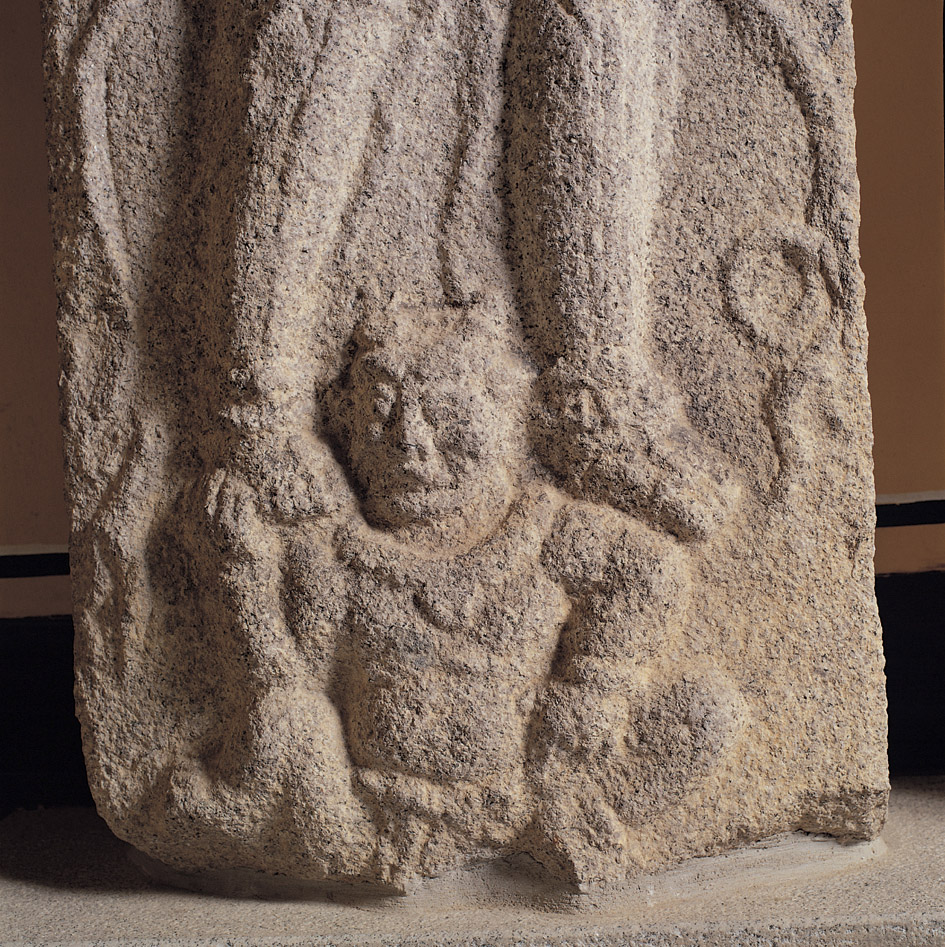
북방 다문천왕상이 딛고 있는 악귀
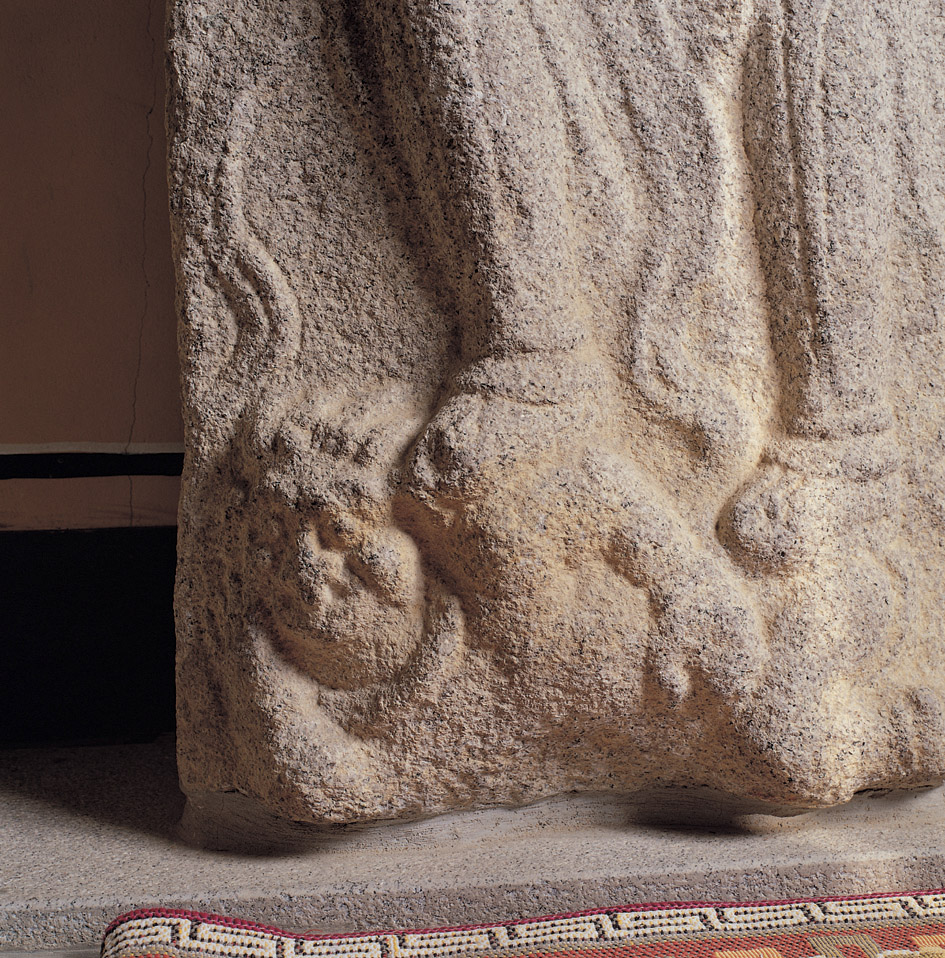
동방 지국천왕에 밟혀 괴로워 하는 악귀
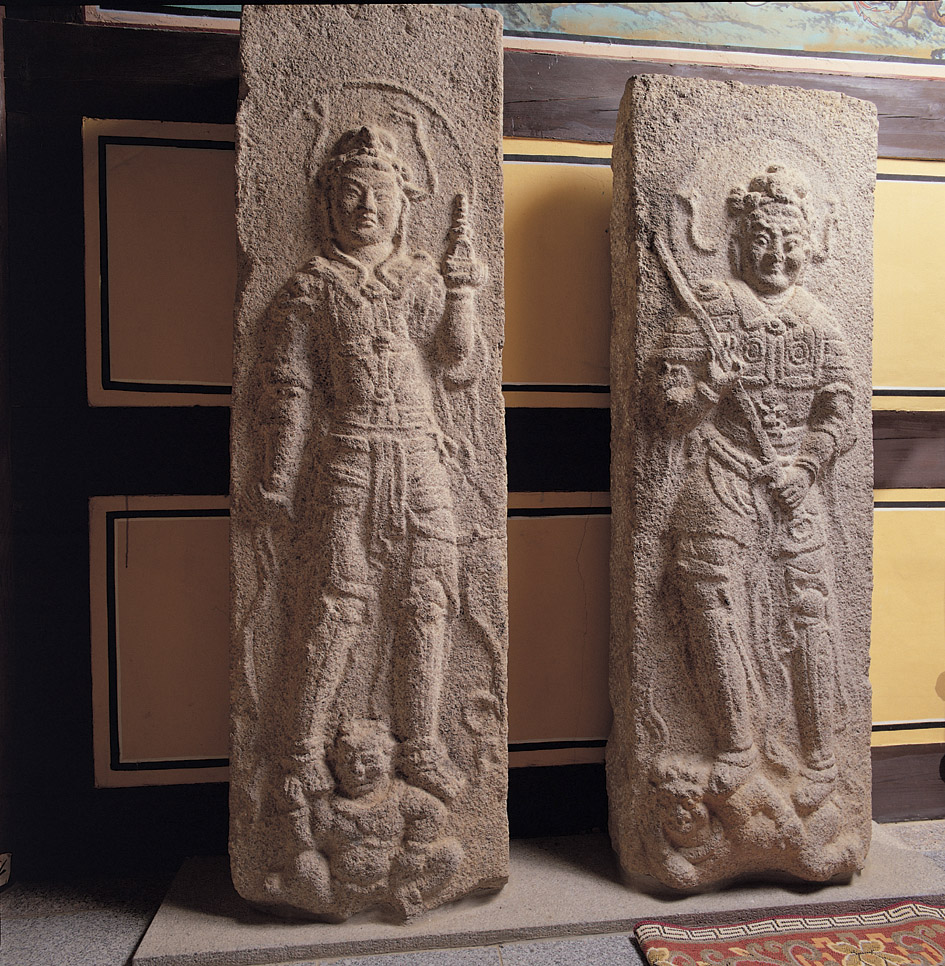
사천왕석주 중 북방 다문천왕상과 동방 지국천왕상
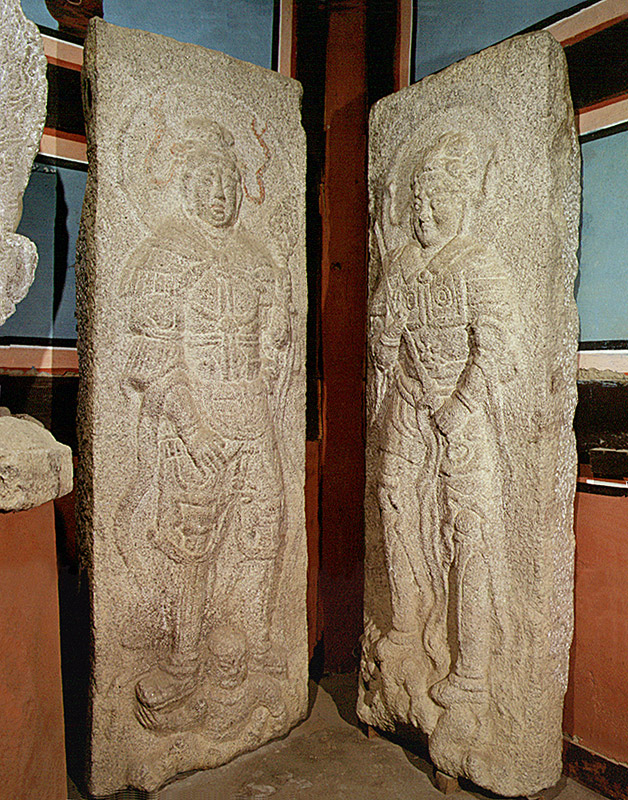
운문사사천왕석주
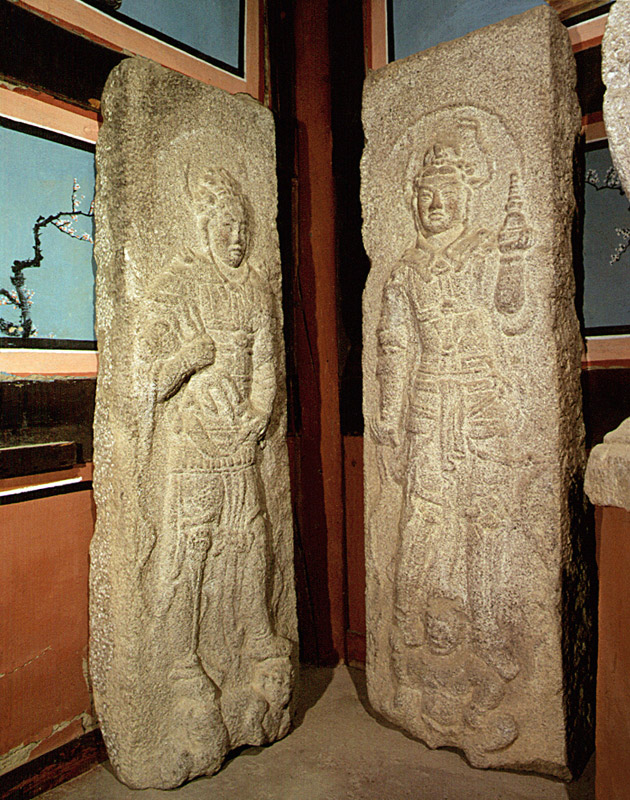
운문사사천왕석주
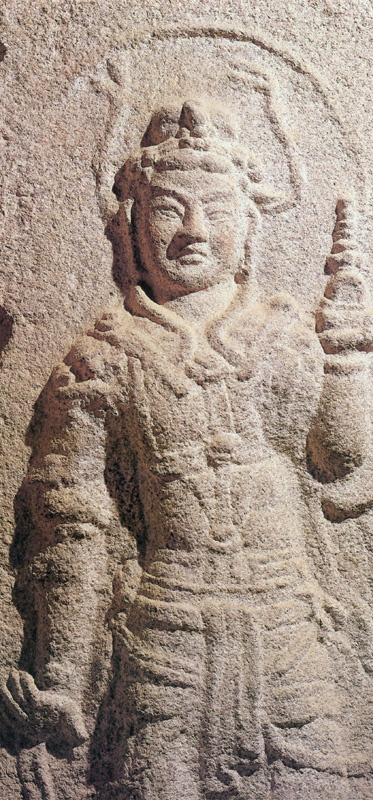
제2석주다문천왕
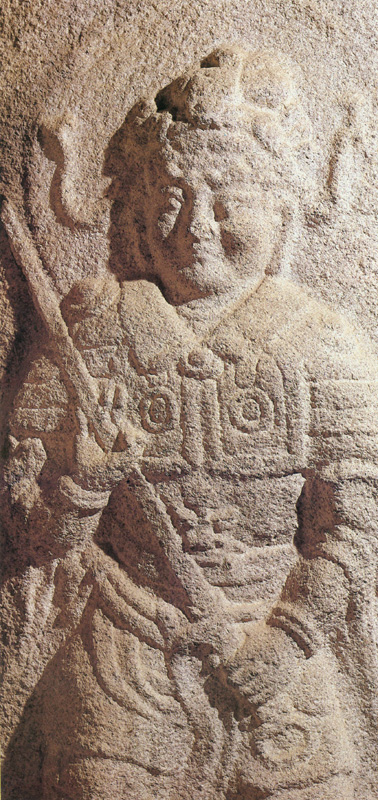
제4석주지국천왕
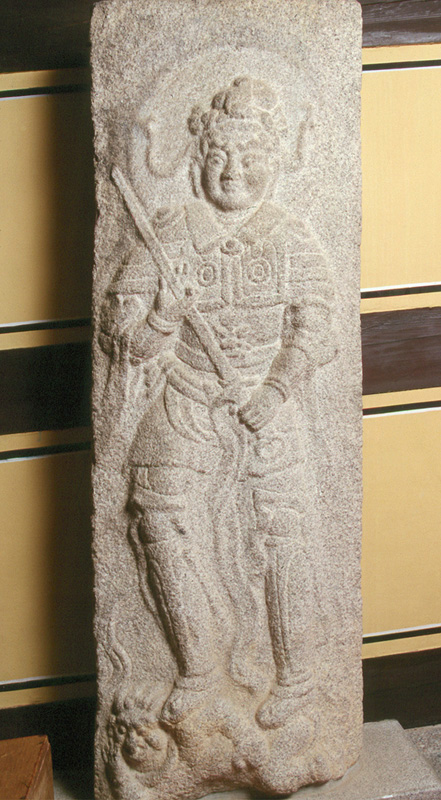
운문사사천왕석주
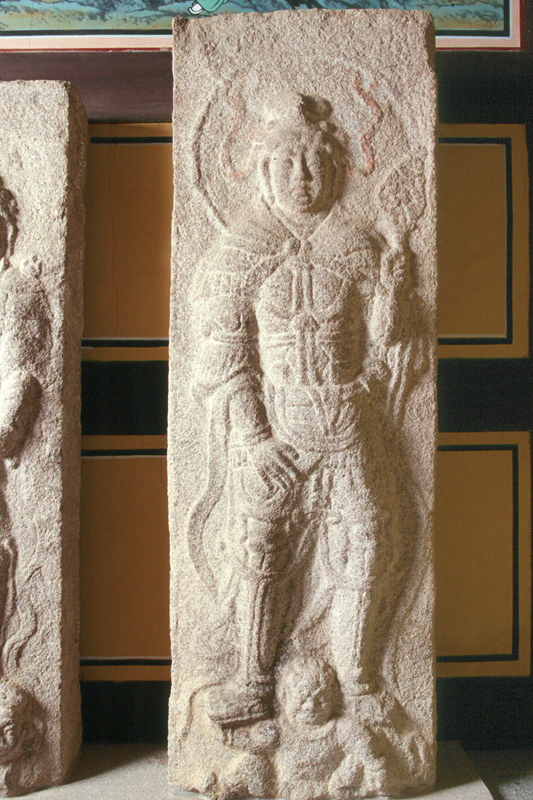
운문사사천왕석주
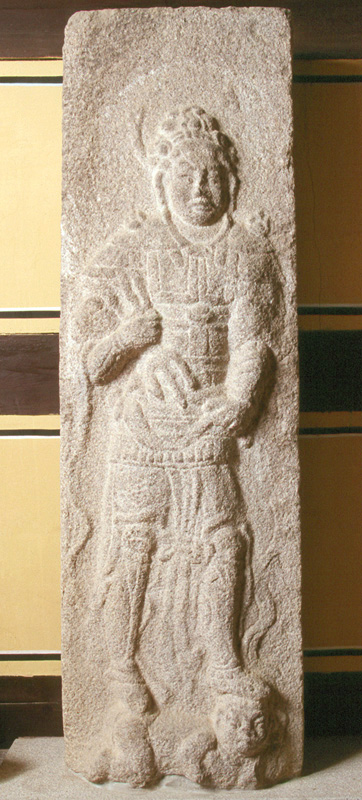
운문사사천왕석주

## 같이 보기
- 운문사

## 참고 자료
- 청도 운문사 석조사천왕상 - 국가유산청 국가유산포털